# Алаколски район
Алаколски район (на казахски: Алакөл ауданы) е съставна част на Жетъсуска област, Казахстан, с обща площ 23 310 км2 и население 68 854 души (по приблизителна оценка към 1 януари 2020 г.). Мнозинството от населението са казахи (80,1 %), следвани от руснаците (17,4 %).
Административен център е град Ушарал.